# Sexual Healing (Lied)
Sexual Healing (englisch für Sexuelle Heilung) ist ein Lied von Marvin Gaye aus dem Jahr 1982, das von ihm, Odell Brown und David Ritz geschrieben wurde. Es erschien auf dem Album Midnight Love und wurde am 30. September 1982 veröffentlicht.

## Hintergrund und Geschichte
1981 zog Gaye von Los Angeles über Honolulu nach London, er kämpfte mit der Angst vor der ihn erwartenden Strafe wegen unterlassener Unterhaltszahlung. Wie in seinen Memoiren beschrieben, fühlte er sich sowohl ungeliebt als auch respektlos von seiner Heimat behandelt.
Nach einem Treffen mit seinem Freund Freddy Cousseart zog Gaye ins belgische Ostende, dort versuchte er, seine musikalische Laufbahn mittels eines neu unterschriebenen Vertrages bei Columbia Records fortzusetzen. Nach seinem Drogenentzug ging er auf Tournee. Als ihm nach dem letzten Konzert eine Melodie im Reggae-Stil als Ohrwurm in den Sinn kam, fertigte er in Belgien mit seinem Keyboarder Odell Brown und dem Rolling-Stone-Kritiker David Ritz, mit dem Gaye auch befreundet war, die Rohfassung von Sexual Healing an. Durch pornografische Comics fühlte Gaye sich inspiriert, den Songtext zu erweitern.
1984 behauptete Cousseart, dass er den Song allein geschrieben habe, und verklagte Gaye darauf. Die Verhandlung konnte in den Vereinigten Staaten durch Gayes Tod nicht beendet und Coussearts Aussage nicht bewiesen werden.
Sexual Healing wurde in Ohain, Belgien bei der Midnight Love-Session 1982 aufgenommen. Der leise Teil des Backgroundgesanges stammt von Harvey Fuqua, einem frühen Mentor Gayes, und auch Gordon Banks sang im Hintergrund. Als Instrumente verwendete man für die Drums einen Roland TR-808, einen Synthesizer und eine Rhythmusgitarre.

## Kommerzieller Erfolg

### Chartplatzierungen
| ChartsChartplatzierungen       | Höchstplatzierung | Wochen |
| ------------------------------ | ----------------- | ------ |
| Deutschland (GfK)              | 23 (22 Wo.)       | 22     |
| Vereinigte Staaten (Billboard) | 3 (21 Wo.)        | 21     |
| Vereinigtes Königreich (OCC)   | 4 (14 Wo.)        | 14     |

| ChartsJahrescharts (1983)      | Platzierung |
| ------------------------------ | ----------- |
| Vereinigte Staaten (Billboard) | 32          |

### Auszeichnungen für Musikverkäufe
| Land/Region                  | Auszeichnungen für Musikverkäufe (Land/Region, Auszeichnung, Verkäufe) | Verkäufe  |
| ---------------------------- | ---------------------------------------------------------------------- | --------- |
| Australien (ARIA)            | Gold                                                                   | 35.000    |
| Dänemark (IFPI)              | Platin                                                                 | 90.000    |
| Deutschland (BVMI)           | Gold                                                                   | 250.000   |
| Italien (FIMI)               | Platin                                                                 | 100.000   |
| Kanada (MC)                  | Gold                                                                   | 50.000    |
| Neuseeland (RMNZ)            | 3× Platin                                                              | 90.000    |
| Spanien (Promusicae)         | Platin                                                                 | 60.000    |
| Vereinigte Staaten (RIAA)    | Platin (Physisch) · + Gold (Digital) · + Platin (Mastertone)           | 2.500.000 |
| Vereinigtes Königreich (BPI) | Platin                                                                 | 600.000   |
| Insgesamt                    | 4× Gold · 9× Platin ·                                                  | 3.775.000 |

## Coverversionen
- 1982: Jimmy Riley
- 1993: Soul Asylum
- 1995: Max-A-Million
- 1995: Eusebe
- 1996: Keith Sweat
- 1998: Fourplay
- 1999: Michael Bolton
- 2001: Soultans
- 2001: Ben Harper
- 2002: Monty Alexander
- 2005: Kate Bush
- 2006: Hot Chip
- 2007: Hot 8 Brass Band
- 2007: Sarah Connor feat. Ne-Yo
- 2007: Akay Kayed feat. Rah Digga
- 2013: Kygo (Remix)
- 2015: Nelly feat. Jeremih (Titel: The Fix)

| ChartsChartplatzierungen       | Höchstplatzierung | Wochen |
| ------------------------------ | ----------------- | ------ |
| Deutschland (GfK)              | 59 (10 Wo.)       | 10     |
| Vereinigte Staaten (Billboard) | 60 (20 Wo.)       | 20     |

| ChartsChartplatzierungen | Höchstplatzierung | Wochen |
| ------------------------ | ----------------- | ------ |
| Deutschland (GfK)        | 11 (9 Wo.)        | 9      |
| Österreich (Ö3)          | 45 (8 Wo.)        | 8      |
| Schweiz (IFPI)           | 41 (6 Wo.)        | 6      |